# Genesis (Band)/Auszeichnungen für Musikverkäufe

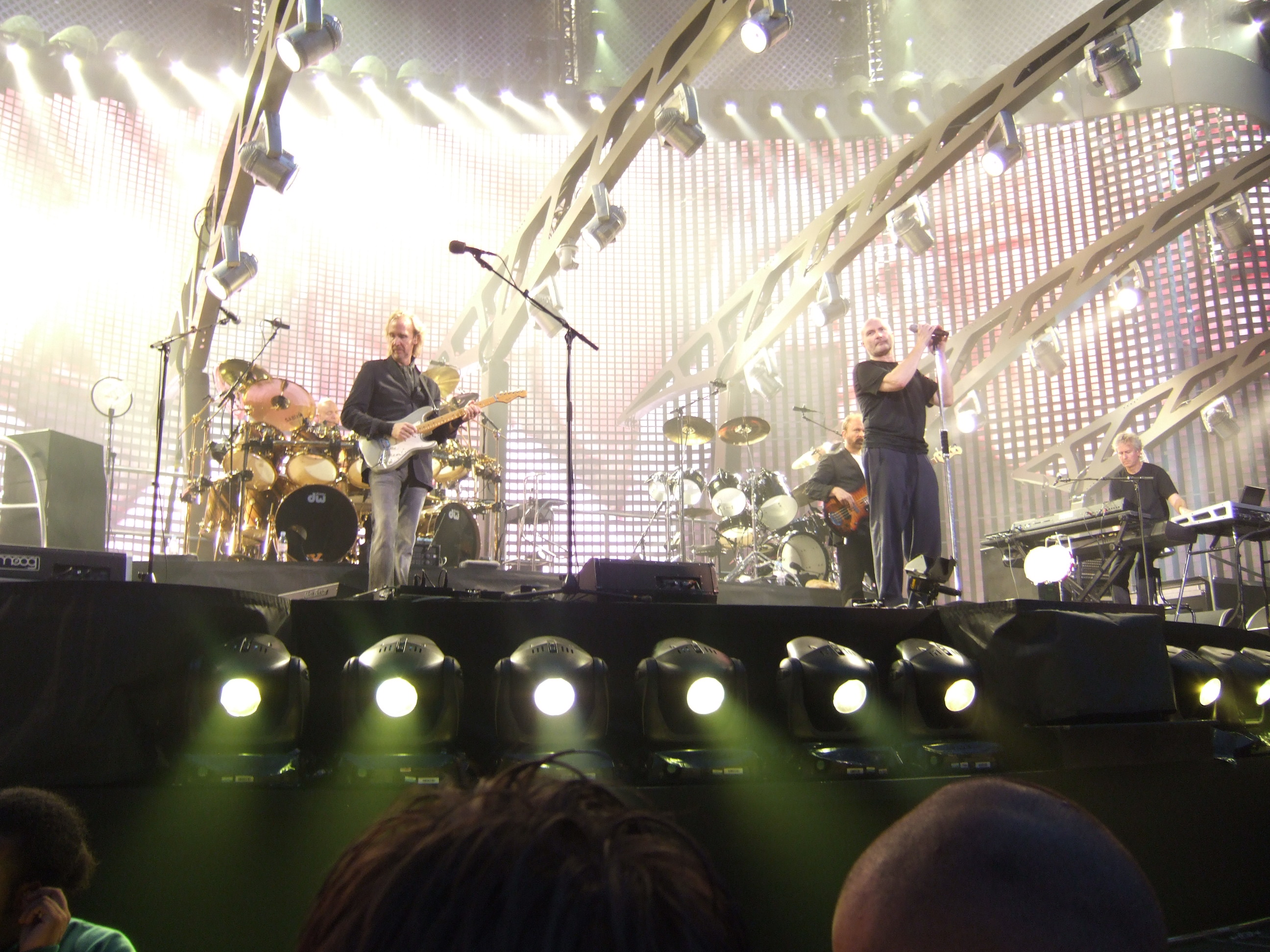
Genesis

Dies ist eine Übersicht über die Auszeichnungen für Musikverkäufe der britischen Rockband Genesis. Den Quellenangaben zufolge hat sie bisher mehr als 100 Millionen Tonträger verkauft, damit gehört sie zu den erfolgreichsten Musikern aller Zeiten. Die Auszeichnungen finden sich nach ihrer Art (Gold, Platin usw.), nach Staaten getrennt in chronologischer Reihenfolge, geordnet sowie nach den Tonträgern selbst, ebenfalls in chronologischer Reihenfolge, getrennt nach Medium (Alben, Singles usw.), wieder.

## Auszeichnungen
| - Vereinigtes Königreich - 1978: für die Single Follow You Follow Me - 1983: für die Single Mama - 2013: für das Album Nursery Cryme - 2013: für das Album Live over Europe 2007 - 2016: für das Album R-Kive - 2025: für die Single That’s All - Argentinien - 2006: für das Album The Way We Walk Volume 2 (The Longs) - Australien - 1982: für das Album Abacab - Dänemark - 2007: für das Album Turn It On Again – The Hits - 2023: für die Single Invisible Touch - 2024: für das Album Invisible Touch - Deutschland - 1978: für das Album … And Then There Were Three … - 1980: für das Album Seconds Out - 1988: für das Album Abacab - 1997: für das Album … Calling All Stations … - 2005: für das Videoalbum Live at Wembley Stadium - 2005: für das Album Platinum Collection - 2008: für das Album Live over Europe 2007 - Frankreich - 1977: für das Album Foxtrot - 1977: für das Album Selling England by the Pound - 1977: für das Album The Lamb Lies Down on Broadway - 1977: für das Album A Trick of the Tail - 1977: für das Album Wind & Wuthering - 1978: für das Album Nursery Cryme - 1978: für das Album … And Then There Were Three … - 1979: für das Album Seconds Out - 1980: für das Album Duke - 1981: für das Album Abacab - 1993: für das Album The Way We Walk Volume 2 (The Longs) - 1997: für das Album … Calling All Stations … - 1999: für das Album Turn It On Again – The Hits - 2004: für das Videoalbum Live at Wembley Stadium - 2005: für das Videoalbum The Video Show - 2008: für das Videoalbum When in Rome 2007 - Hongkong - 1988: für das Album Invisible Touch - Italien - 2019: für das Album Selling England by the Pound - Kanada - 1976: für das Album Wind & Wuthering - 1978: für das Album … And Then There Were Three … - 1978: für das Album The Lamb Lies Down on Broadway - 1993: für das Album The Way We Walk Volume 1 (The Shorts) - Niederlande - 1978: für das Album … And Then There Were Three … - 1984: für das Album Genesis - 1993: für das Album The Way We Walk Volume 1 (The Shorts) - 2003: für das Album Turn It On Again – The Hits - Österreich - 1992: für die Single I Can’t Dance - Polen - 1998: für das Album … Calling All Stations … - Schweiz - 1993: für das Album The Way We Walk Volume 1 (The Shorts) - 1997: für das Album … Calling All Stations … - 1999: für das Album Turn It On Again – The Hits - Spanien - 1987: für das Album Invisible Touch - Vereinigte Staaten - 1982: für das Album Three Sides Live - 1987: für das Videoalbum The Mama Tour - 1988: für das Videoalbum Visible Touch - 1990: für das Album A Trick of the Tail - 1990: für das Album The Lamb Lies Down on Broadway - 1990: für das Album Selling England by the Pound - 1990: für das Album Wind & Wuthering - 1993: für das Album The Way We Walk Volume 1 (The Shorts) - 1996: für das Videoalbum A History - 2001: für das Album Turn It On Again – The Hits - Vereinigtes Königreich - 1975: für das Album The Lamb Lies Down on Broadway - 1976: für das Album A Trick of the Tail - 1977: für das Album Wind & Wuthering - 1977: für das Album Seconds Out - 1978: für das Album … And Then There Were Three … - 1981: für das Album Abacab - 1982: für das Album Three Sides Live - 1993: für das Album The Way We Walk Volume 2 (The Longs) - 1997: für das Album … Calling All Stations … - 2005: für das Videoalbum The Video Show - 2013: für das Album Selling England by the Pound - 2020: für das Album Foxtrot - 2023: für die Single Invisible Touch | - Argentinien - 2003: für das Videoalbum Live at Wembley Stadium - 2005: für das Videoalbum The Video Show - 2008: für das Videoalbum When in Rome 2007 - Australien - 1991: für das Album We Can’t Dance - Deutschland - 1987: für das Album Genesis - 1987: für das Album Invisible Touch - 1999: für das Album Turn It On Again – The Hits - 2007: für das Videoalbum The Video Show - 2008: für das Videoalbum When in Rome 2007 - Europa - 1993: für das Album The Way We Walk Volume 2 (The Longs) - 1999: für das Album Turn It On Again – The Hits - Frankreich - 1987: für das Album Genesis - 1987: für das Album Invisible Touch - Japan - 1987: für das Album Invisible Touch - Kanada - 1978: für das Album Selling England by the Pound - 1978: für das Album A Trick of the Tail - Neuseeland - 1993: für das Album The Way We Walk Volume 1 (The Shorts) - 1999: für das Album Turn It On Again – The Hits - Niederlande - 1992: für das Album We Can’t Dance - Österreich - 1992: für das Album We Can’t Dance - Schweden - 1992: für das Album We Can’t Dance - Schweiz - 1987: für das Album Invisible Touch - Spanien - 1991: für das Album We Can’t Dance - 1993: für das Album The Way We Walk Volume 2 (The Longs) - Vereinigte Staaten - 1988: für das Album Duke - 1988: für das Album … And Then There Were Three … - Vereinigtes Königreich - 1980: für das Album Duke - 2006: für das Album Platinum Collection - 2013: für das Videoalbum When in Rome 2007 - Deutschland - 1998: für das Album The Way We Walk Volume 1 (The Shorts) | - Frankreich - 2000: für das Album We Can’t Dance - 2000: für das Album The Way We Walk Volume 1 (The Shorts) - Neuseeland - 1991: für das Album We Can’t Dance - Schweiz - 1990: für das Album Genesis - Vereinigte Staaten - 1988: für das Album Abacab - Vereinigtes Königreich - 1987: für das Album Genesis - 1993: für das Album The Way We Walk Volume 1 (The Shorts) - 2015: für das Album Turn It On Again – The Hits - Australien - 1987: für das Album Invisible Touch - Europa - 1993: für das Album The Way We Walk, Vol. 1 (The Shorts) - Japan - 1992: für das Album We Can’t Dance - Kanada - 1992: für das Album We Can’t Dance - Neuseeland - 1987: für das Album Invisible Touch - Schweiz - 1993: für das Album We Can’t Dance - Vereinigte Staaten - 1996: für das Album Genesis - 1996: für das Album We Can’t Dance - Vereinigtes Königreich - 1989: für das Album Invisible Touch - Deutschland - 1994: für das Album We Can’t Dance - Vereinigte Staaten - 1997: für das Album We Can’t Dance - Europa - 1993: für das Album We Can’t Dance - Vereinigte Staaten - 1996: für das Album Invisible Touch - Neuseeland - 1987: für das Album Genesis |

## Auszeichnungen nach Alben

### Nursery Cryme
| Land/Region                  | Auszeichnungen für Musikverkäufe (Land/Region, Auszeichnung, Verkäufe) | Verkäufe |
| ---------------------------- | ---------------------------------------------------------------------- | -------- |
| Frankreich (SNEP)            | Gold                                                                   | 100.000  |
| Vereinigtes Königreich (BPI) | Silber                                                                 | 60.000   |
| Insgesamt                    | 1× Silber · 1× Gold ·                                                  | 160.000  |

### Foxtrot
| Land/Region                  | Auszeichnungen für Musikverkäufe (Land/Region, Auszeichnung, Verkäufe) | Verkäufe |
| ---------------------------- | ---------------------------------------------------------------------- | -------- |
| Frankreich (SNEP)            | Gold                                                                   | 100.000  |
| Vereinigtes Königreich (BPI) | Gold                                                                   | 100.000  |
| Insgesamt                    | 2× Gold ·                                                              | 200.000  |

### Selling England by the Pound
| Land/Region                  | Auszeichnungen für Musikverkäufe (Land/Region, Auszeichnung, Verkäufe) | Verkäufe |
| ---------------------------- | ---------------------------------------------------------------------- | -------- |
| Frankreich (SNEP)            | Gold                                                                   | 100.000  |
| Italien (FIMI)               | Gold                                                                   | 25.000   |
| Kanada (MC)                  | Platin                                                                 | 100.000  |
| Vereinigte Staaten (RIAA)    | Gold                                                                   | 500.000  |
| Vereinigtes Königreich (BPI) | Gold                                                                   | 100.000  |
| Insgesamt                    | 4× Gold · 1× Platin ·                                                  | 825.000  |

### The Lamb Lies Down on Broadway
| Land/Region                  | Auszeichnungen für Musikverkäufe (Land/Region, Auszeichnung, Verkäufe) | Verkäufe |
| ---------------------------- | ---------------------------------------------------------------------- | -------- |
| Frankreich (SNEP)            | Gold                                                                   | 100.000  |
| Kanada (MC)                  | Gold                                                                   | 50.000   |
| Vereinigte Staaten (RIAA)    | Gold                                                                   | 500.000  |
| Vereinigtes Königreich (BPI) | Gold                                                                   | 200.000  |
| Insgesamt                    | 4× Gold ·                                                              | 850.000  |

### A Trick of the Tail
| Land/Region                  | Auszeichnungen für Musikverkäufe (Land/Region, Auszeichnung, Verkäufe) | Verkäufe |
| ---------------------------- | ---------------------------------------------------------------------- | -------- |
| Frankreich (SNEP)            | Gold                                                                   | 100.000  |
| Kanada (MC)                  | Platin                                                                 | 100.000  |
| Vereinigte Staaten (RIAA)    | Gold                                                                   | 500.000  |
| Vereinigtes Königreich (BPI) | Gold                                                                   | 200.000  |
| Insgesamt                    | 3× Gold · 1× Platin ·                                                  | 900.000  |

### Wind & Wuthering
| Land/Region                  | Auszeichnungen für Musikverkäufe (Land/Region, Auszeichnung, Verkäufe) | Verkäufe |
| ---------------------------- | ---------------------------------------------------------------------- | -------- |
| Frankreich (SNEP)            | Gold                                                                   | 100.000  |
| Kanada (MC)                  | Gold                                                                   | 50.000   |
| Vereinigte Staaten (RIAA)    | Gold                                                                   | 500.000  |
| Vereinigtes Königreich (BPI) | Gold                                                                   | 150.000  |
| Insgesamt                    | 4× Gold ·                                                              | 800.000  |

### Seconds Out
| Land/Region                  | Auszeichnungen für Musikverkäufe (Land/Region, Auszeichnung, Verkäufe) | Verkäufe |
| ---------------------------- | ---------------------------------------------------------------------- | -------- |
| Deutschland (BVMI)           | Gold                                                                   | 250.000  |
| Frankreich (SNEP)            | Gold                                                                   | 100.000  |
| Vereinigtes Königreich (BPI) | Gold                                                                   | 150.000  |
| Insgesamt                    | 3× Gold ·                                                              | 500.000  |

### … And Then There Were Three …
| Land/Region                  | Auszeichnungen für Musikverkäufe (Land/Region, Auszeichnung, Verkäufe) | Verkäufe  |
| ---------------------------- | ---------------------------------------------------------------------- | --------- |
| Deutschland (BVMI)           | Gold                                                                   | 250.000   |
| Frankreich (SNEP)            | Gold                                                                   | 100.000   |
| Kanada (MC)                  | Gold                                                                   | 50.000    |
| Niederlande (NVPI)           | Gold                                                                   | 50.000    |
| Vereinigte Staaten (RIAA)    | Platin                                                                 | 1.000.000 |
| Vereinigtes Königreich (BPI) | Gold                                                                   | 150.000   |
| Insgesamt                    | 5× Gold · 1× Platin ·                                                  | 1.600.000 |

### Duke
| Land/Region                  | Auszeichnungen für Musikverkäufe (Land/Region, Auszeichnung, Verkäufe) | Verkäufe  |
| ---------------------------- | ---------------------------------------------------------------------- | --------- |
| Frankreich (SNEP)            | Gold                                                                   | 100.000   |
| Vereinigte Staaten (RIAA)    | Platin                                                                 | 1.000.000 |
| Vereinigtes Königreich (BPI) | Platin                                                                 | 300.000   |
| Insgesamt                    | 1× Gold · 2× Platin ·                                                  | 1.400.000 |

### Abacab
| Land/Region                  | Auszeichnungen für Musikverkäufe (Land/Region, Auszeichnung, Verkäufe) | Verkäufe  |
| ---------------------------- | ---------------------------------------------------------------------- | --------- |
| Australien (ARIA)            | Gold                                                                   | 20.000    |
| Deutschland (BVMI)           | Gold                                                                   | 250.000   |
| Frankreich (SNEP)            | Gold                                                                   | 100.000   |
| Vereinigte Staaten (RIAA)    | 2× Platin                                                              | 2.000.000 |
| Vereinigtes Königreich (BPI) | Gold                                                                   | 100.000   |
| Insgesamt                    | 4× Gold · 2× Platin ·                                                  | 2.470.000 |

### Three Sides Live
| Land/Region                  | Auszeichnungen für Musikverkäufe (Land/Region, Auszeichnung, Verkäufe) | Verkäufe |
| ---------------------------- | ---------------------------------------------------------------------- | -------- |
| Vereinigte Staaten (RIAA)    | Gold                                                                   | 500.000  |
| Vereinigtes Königreich (BPI) | Gold                                                                   | 100.000  |
| Insgesamt                    | 2× Gold ·                                                              | 600.000  |

### Genesis
| Land/Region                  | Auszeichnungen für Musikverkäufe (Land/Region, Auszeichnung, Verkäufe) | Verkäufe  |
| ---------------------------- | ---------------------------------------------------------------------- | --------- |
| Deutschland (BVMI)           | Platin                                                                 | 500.000   |
| Frankreich (SNEP)            | Platin                                                                 | 400.000   |
| Neuseeland (RMNZ)            | 7× Platin                                                              | 140.000   |
| Niederlande (NVPI)           | Gold                                                                   | 50.000    |
| Schweiz (IFPI)               | 2× Platin                                                              | 100.000   |
| Vereinigte Staaten (RIAA)    | 4× Platin                                                              | 4.000.000 |
| Vereinigtes Königreich (BPI) | 2× Platin                                                              | 600.000   |
| Insgesamt                    | 1× Gold · 17× Platin ·                                                 | 5.790.000 |

### Invisible Touch
| Land/Region                  | Auszeichnungen für Musikverkäufe (Land/Region, Auszeichnung, Verkäufe) | Verkäufe  |
| ---------------------------- | ---------------------------------------------------------------------- | --------- |
| Australien (ARIA)            | 3× Platin                                                              | 210.000   |
| Dänemark (IFPI)              | Gold                                                                   | 10.000    |
| Deutschland (BVMI)           | Platin                                                                 | 500.000   |
| Frankreich (SNEP)            | Platin                                                                 | 400.000   |
| Hongkong (IFPI/HKRIA)        | Gold                                                                   | 10.000    |
| Japan (RIAJ)                 | Platin                                                                 | 200.000   |
| Neuseeland (RMNZ)            | 4× Platin                                                              | 80.000    |
| Schweiz (IFPI)               | Platin                                                                 | 50.000    |
| Spanien (Promusicae)         | Gold                                                                   | 50.000    |
| Vereinigte Staaten (RIAA)    | 6× Platin                                                              | 6.000.000 |
| Vereinigtes Königreich (BPI) | 4× Platin                                                              | 1.200.000 |
| Insgesamt                    | 3× Gold · 21× Platin ·                                                 | 8.710.000 |

### We Can’t Dance
| Land/Region                  | Auszeichnungen für Musikverkäufe (Land/Region, Auszeichnung, Verkäufe) | Verkäufe    |
| ---------------------------- | ---------------------------------------------------------------------- | ----------- |
| Australien (ARIA)            | Platin                                                                 | 70.000      |
| Deutschland (BVMI)           | 5× Platin                                                              | (2.500.000) |
| Europa (IFPI)                | 6× Platin                                                              | 6.000.000   |
| Frankreich (SNEP)            | 2× Platin                                                              | (600.000)   |
| Japan (RIAJ)                 | 3× Platin                                                              | 600.000     |
| Kanada (MC)                  | 4× Platin                                                              | 400.000     |
| Neuseeland (RMNZ)            | 2× Platin                                                              | 40.000      |
| Niederlande (NVPI)           | Platin                                                                 | (100.000)   |
| Österreich (IFPI)            | Platin                                                                 | (50.000)    |
| Schweden (IFPI)              | Platin                                                                 | (100.000)   |
| Schweiz (IFPI)               | 4× Platin                                                              | (200.000)   |
| Spanien (Promusicae)         | Platin                                                                 | (100.000)   |
| Vereinigte Staaten (RIAA)    | 4× Platin                                                              | 4.000.000   |
| Vereinigtes Königreich (BPI) | 5× Platin                                                              | (1.500.000) |
| Insgesamt                    | 40× Platin ·                                                           | 11.410.000  |

### The Way We Walk, Vol. 1 (The Shorts)
| Land/Region                  | Auszeichnungen für Musikverkäufe (Land/Region, Auszeichnung, Verkäufe) | Verkäufe  |
| ---------------------------- | ---------------------------------------------------------------------- | --------- |
| Deutschland (BVMI)           | 3× Gold                                                                | (750.000) |
| Europa (IFPI)                | 3× Platin                                                              | 3.000.000 |
| Frankreich (SNEP)            | 2× Platin                                                              | (600.000) |
| Kanada (MC)                  | Gold                                                                   | 50.000    |
| Neuseeland (RMNZ)            | Platin                                                                 | 15.000    |
| Niederlande (NVPI)           | Gold                                                                   | (50.000)  |
| Schweiz (IFPI)               | Gold                                                                   | (25.000)  |
| Vereinigte Staaten (RIAA)    | Gold                                                                   | 500.000   |
| Vereinigtes Königreich (BPI) | 2× Platin                                                              | (600.000) |
| Insgesamt                    | 5× Gold · 9× Platin ·                                                  | 3.565.000 |

### The Way We Walk, Vol. 2 (The Longs)
| Land/Region                  | Auszeichnungen für Musikverkäufe (Land/Region, Auszeichnung, Verkäufe) | Verkäufe  |
| ---------------------------- | ---------------------------------------------------------------------- | --------- |
| Argentinien (CAPIF)          | Gold                                                                   | 30.000    |
| Europa (IFPI)                | Platin                                                                 | 1.000.000 |
| Frankreich (SNEP)            | Gold                                                                   | (100.000) |
| Spanien (Promusicae)         | Platin                                                                 | (100.000) |
| Vereinigtes Königreich (BPI) | Gold                                                                   | (100.000) |
| Insgesamt                    | 3× Gold · 2× Platin ·                                                  | 1.030.000 |

### … Calling All Stations …
| Land/Region                  | Auszeichnungen für Musikverkäufe (Land/Region, Auszeichnung, Verkäufe) | Verkäufe |
| ---------------------------- | ---------------------------------------------------------------------- | -------- |
| Deutschland (BVMI)           | Gold                                                                   | 250.000  |
| Frankreich (SNEP)            | Gold                                                                   | 100.000  |
| Polen (ZPAV)                 | Gold                                                                   | 50.000   |
| Schweiz (IFPI)               | Gold                                                                   | 25.000   |
| Vereinigtes Königreich (BPI) | Gold                                                                   | 100.000  |
| Insgesamt                    | 5× Gold ·                                                              | 625.000  |

### Turn It On Again – The Hits
| Land/Region                  | Auszeichnungen für Musikverkäufe (Land/Region, Auszeichnung, Verkäufe) | Verkäufe    |
| ---------------------------- | ---------------------------------------------------------------------- | ----------- |
| Dänemark (IFPI)              | Gold                                                                   | 15.000      |
| Deutschland (BVMI)           | Platin                                                                 | 500.000     |
| Europa (IFPI)                | Platin                                                                 | (1.000.000) |
| Frankreich (SNEP)            | Gold                                                                   | 100.000     |
| Neuseeland (RMNZ)            | Platin                                                                 | 15.000      |
| Niederlande (NVPI)           | Gold                                                                   | 40.000      |
| Schweiz (IFPI)               | Gold                                                                   | 25.000      |
| Vereinigte Staaten (RIAA)    | Gold                                                                   | 500.000     |
| Vereinigtes Königreich (BPI) | 2× Platin                                                              | 600.000     |
| Insgesamt                    | 5× Gold · 5× Platin ·                                                  | 1.795.000   |

### Platinum Collection
| Land/Region                  | Auszeichnungen für Musikverkäufe (Land/Region, Auszeichnung, Verkäufe) | Verkäufe |
| ---------------------------- | ---------------------------------------------------------------------- | -------- |
| Deutschland (BVMI)           | Gold                                                                   | 100.000  |
| Vereinigtes Königreich (BPI) | Platin                                                                 | 300.000  |
| Insgesamt                    | 1× Gold · 1× Platin ·                                                  | 400.000  |

### Live over Europe 2007
| Land/Region                  | Auszeichnungen für Musikverkäufe (Land/Region, Auszeichnung, Verkäufe) | Verkäufe |
| ---------------------------- | ---------------------------------------------------------------------- | -------- |
| Deutschland (BVMI)           | Gold                                                                   | 100.000  |
| Vereinigtes Königreich (BPI) | Silber                                                                 | 60.000   |
| Insgesamt                    | 1× Silber · 1× Gold ·                                                  | 160.000  |

### R-Kive
| Land/Region                  | Auszeichnungen für Musikverkäufe (Land/Region, Auszeichnung, Verkäufe) | Verkäufe |
| ---------------------------- | ---------------------------------------------------------------------- | -------- |
| Vereinigtes Königreich (BPI) | Silber                                                                 | 60.000   |
| Insgesamt                    | 1× Silber ·                                                            | 60.000   |

## Auszeichnungen nach Singles

### Follow You Follow Me
| Land/Region                  | Auszeichnungen für Musikverkäufe (Land/Region, Auszeichnung, Verkäufe) | Verkäufe |
| ---------------------------- | ---------------------------------------------------------------------- | -------- |
| Vereinigtes Königreich (BPI) | Silber                                                                 | 250.000  |
| Insgesamt                    | 1× Silber ·                                                            | 250.000  |

### Mama
| Land/Region                  | Auszeichnungen für Musikverkäufe (Land/Region, Auszeichnung, Verkäufe) | Verkäufe |
| ---------------------------- | ---------------------------------------------------------------------- | -------- |
| Vereinigtes Königreich (BPI) | Silber                                                                 | 250.000  |
| Insgesamt                    | 1× Silber ·                                                            | 250.000  |

### That’s All
| Land/Region                  | Auszeichnungen für Musikverkäufe (Land/Region, Auszeichnung, Verkäufe) | Verkäufe |
| ---------------------------- | ---------------------------------------------------------------------- | -------- |
| Vereinigtes Königreich (BPI) | Silber                                                                 | 200.000  |
| Insgesamt                    | 1× Silber ·                                                            | 200.000  |

### Invisible Touch
| Land/Region                  | Auszeichnungen für Musikverkäufe (Land/Region, Auszeichnung, Verkäufe) | Verkäufe |
| ---------------------------- | ---------------------------------------------------------------------- | -------- |
| Dänemark (IFPI)              | Gold                                                                   | 45.000   |
| Vereinigtes Königreich (BPI) | Gold                                                                   | 400.000  |
| Insgesamt                    | 2× Gold ·                                                              | 445.000  |

### I Can’t Dance
| Land/Region       | Auszeichnungen für Musikverkäufe (Land/Region, Auszeichnung, Verkäufe) | Verkäufe |
| ----------------- | ---------------------------------------------------------------------- | -------- |
| Österreich (IFPI) | Gold                                                                   | 25.000   |
| Insgesamt         | 1× Gold ·                                                              | 25.000   |

## Auszeichnungen nach Videoalben

### The Mama Tour
| Land/Region               | Auszeichnungen für Musikverkäufe (Land/Region, Auszeichnung, Verkäufe) | Verkäufe |
| ------------------------- | ---------------------------------------------------------------------- | -------- |
| Vereinigte Staaten (RIAA) | Gold                                                                   | 50.000   |
| Insgesamt                 | 1× Gold ·                                                              | 50.000   |

### Visible Touch
| Land/Region               | Auszeichnungen für Musikverkäufe (Land/Region, Auszeichnung, Verkäufe) | Verkäufe |
| ------------------------- | ---------------------------------------------------------------------- | -------- |
| Vereinigte Staaten (RIAA) | Gold                                                                   | 50.000   |
| Insgesamt                 | 1× Gold ·                                                              | 50.000   |

### A History
| Land/Region               | Auszeichnungen für Musikverkäufe (Land/Region, Auszeichnung, Verkäufe) | Verkäufe |
| ------------------------- | ---------------------------------------------------------------------- | -------- |
| Vereinigte Staaten (RIAA) | Gold                                                                   | 50.000   |
| Insgesamt                 | 1× Gold ·                                                              | 50.000   |

### Live at Wembley Stadium
| Land/Region         | Auszeichnungen für Musikverkäufe (Land/Region, Auszeichnung, Verkäufe) | Verkäufe |
| ------------------- | ---------------------------------------------------------------------- | -------- |
| Argentinien (CAPIF) | Platin                                                                 | 8.000    |
| Deutschland (BVMI)  | Gold                                                                   | 25.000   |
| Frankreich (SNEP)   | Gold                                                                   | 10.000   |
| Insgesamt           | 2× Gold · 1× Platin ·                                                  | 43.000   |

### The Video Show
| Land/Region                  | Auszeichnungen für Musikverkäufe (Land/Region, Auszeichnung, Verkäufe) | Verkäufe |
| ---------------------------- | ---------------------------------------------------------------------- | -------- |
| Argentinien (CAPIF)          | Platin                                                                 | 8.000    |
| Deutschland (BVMI)           | Platin                                                                 | 50.000   |
| Frankreich (SNEP)            | Gold                                                                   | 10.000   |
| Vereinigtes Königreich (BPI) | Gold                                                                   | 25.000   |
| Insgesamt                    | 2× Gold · 2× Platin ·                                                  | 93.000   |

### When in Rome 2007
| Land/Region                  | Auszeichnungen für Musikverkäufe (Land/Region, Auszeichnung, Verkäufe) | Verkäufe |
| ---------------------------- | ---------------------------------------------------------------------- | -------- |
| Argentinien (CAPIF)          | Platin                                                                 | 8.000    |
| Deutschland (BVMI)           | Platin                                                                 | 50.000   |
| Frankreich (SNEP)            | Gold                                                                   | 10.000   |
| Vereinigtes Königreich (BPI) | Platin                                                                 | 50.000   |
| Insgesamt                    | 1× Gold · 3× Platin ·                                                  | 118.000  |

## Statistik und Quellen
| Land/RegionAuszeichnungen für Musikverkäufe (Land/Region, Auszeichnungen, Verkäufe, Quellen) | Silber     | Gold       | Platin         | Verkäufe     | Quellen |
| -------------------------------------------------------------------------------------------- | ---------- | ---------- | -------------- | ------------ | --- |
| Argentinien (CAPIF)                                                                          | —          | Gold1      | 3× Platin3     | 54.000       | capif.org.ar (Memento vom 6. Juli 2011 im Internet Archive) AR2 (Memento vom 31. Mai 2011 im Internet Archive) |
| Australien (ARIA)                                                                            | —          | Gold1      | 4× Platin4     | 300.000      | aria.com.au |
| Dänemark (IFPI)                                                                              | —          | 3× Gold3   | —              | 70.000       | ifpi.dk |
| Deutschland (BVMI)                                                                           | —          | 8× Gold8   | 11× Platin11   | 5.875.000    | musikindustrie.de                                                                                              |
| Europa (IFPI)                                                                                | —          | —          | 11× Platin11   | (11.000.000) | ifpi.org (Memento vom 1. Januar 2014 im Internet Archive)                                                      |
| Frankreich (SNEP)                                                                            | —          | 16× Gold16 | 6× Platin6     | 3.330.000    | infodisc.fr |
| Hongkong (IFPI/HKRIA)                                                                        | —          | Gold1      | —              | 10.000       | ifpihk.org |
| Italien (FIMI)                                                                               | —          | Gold1      | —              | 25.000       | fimi.it |
| Japan (RIAJ)                                                                                 | —          | —          | 4× Platin4     | 800.000      | Einzelnachweise                                                                                                |
| Kanada (MC)                                                                                  | —          | 4× Gold4   | 6× Platin6     | 800.000      | musiccanada.com                                                                                                |
| Neuseeland (RMNZ)                                                                            | —          | —          | 15× Platin15   | 290.000      | aotearoamusiccharts.co.nz                                                                                      |
| Niederlande (NVPI)                                                                           | —          | 4× Gold4   | Platin1        | 290.000      | nvpi.nl |
| Österreich (IFPI)                                                                            | —          | Gold1      | Platin1        | 75.000       | ifpi.at |
| Polen (ZPAV)                                                                                 | —          | Gold1      | —              | 50.000       | olis.pl |
| Schweden (IFPI)                                                                              | —          | —          | Platin1        | 100.000      | sverigetopplistan.se                                                                                           |
| Schweiz (IFPI)                                                                               | —          | 3× Gold3   | 7× Platin7     | 425.000      | hitparade.ch                                                                                                   |
| Spanien (Promusicae)                                                                         | —          | Gold1      | 2× Platin2     | 250.000      | promusicae.es                                                                                                  |
| Vereinigte Staaten (RIAA)                                                                    | —          | 10× Gold10 | 18× Platin18   | 21.650.000   | riaa.com |
| Vereinigtes Königreich (BPI)                                                                 | 6× Silber6 | 13× Gold13 | 18× Platin18   | 7.905.000    | bpi.co.uk |
| Insgesamt                                                                                    | 6× Silber6 | 68× Gold68 | 108× Platin108 |              | |